# جان موریسون و میز (تگ تیم)
تیم جان موریسون و دمیز (به انگلیسی: John Morrison and The Miz)، یک گروه کشتی حرفه‌ای در کمپانی WWE می‌باشد و اعضای آن جان موریسون و د میز هستند. این گروه در سال ۲۰۰۷ تشکیل شد و تا سال ۲۰۰۹ به کار خود ادامه داد و با درفت دمیز به برند Raw از بین رفت. در سال ۲۰۲۰ با بازگشت جان موریسون به wwe و برند smackdown این گروه بار دیگر تشکیل شد
در سال ۲۰۲۱ در برند Raw د میز به جان موریسون خیانت کرد و تیم از بین رفت.

## دوران ورزشی در WWE
در اواخر سال ۲۰۰۷ میز و جان موریسون با هم تیم شدند و در سروایور سریس ۲۰۰۷ موفق شدند تا برای اولین بار برنده کمربند تگ تیم باهم بشوند.
جان موریسون و میز در مدتی که با هم تیم بودند یکی از موفق‌ترین تیم‌های کمپانی WWE رو تشکیل داده بودند و یک برنامهٔ بسیار پر مخاطب و جذاب با نام درت شیت بر پا کردند که طرفداران بی‌شماری داشت. این تیم در پی پر ویو گریت آمریکن بش ۲۰۰۸ در یک مسابقه متشکل از ۴ تیم، کمربند هایشان را به اج هدز که متشکل از کرت هاوکینز و زک رایدر بود واگذار کردند. در طی این سال و سال ۲۰۰۹ میز و موریسون دو بار عناوین تگ تیم رو کسب کردند و از دست دادند. در درفت لاتری ۲۰۰۹ میز با اشتباه موریسون به WWE RAW درفت شد و همین مسئله باعث وجود اختلاف بین این دو شد و این تیم بی‌نظیر هم از هم پاشیده شد.
جان موریسون پس از مدتی به WWE SMACKDOWN درفت شد و در اولین مسابقه اش در این شو آر-تروت رو از پیش رو برداشت. مدتی بعد به دلیل مشکلاتی که ری میستریو با کمپانی داشت جان موریسون موفق شد تا با شکست ری میستریو، برنده کمربند بین قاره‌ای بشود. وی در نهایت کمربندش را در پی پر ویو میزها، نردبان‌ها و صندلی‌ها (تی ال سی) به درو مک اینتایر واگذار کرد. جان با آر-تروت تیم شد و تیم شو میز رو برای کمربندهای تگ تیم در رستلمنیا ۲۶ به مبارزه طلبید اما ناکام بود. بعد از این اتفاق جان به WWE RAW درفت شد.

## خصوصیات و افتخارات

### مربی و افراد همراه
- نیکی بلا

### القاب
- The (self–proclaimed) Greatest Tag Team of the 21st Century
- The Dirt Sheet Duo
- The In Crowd

### آهنگ تم ورود
- آهنگ Ain't No Make Believe اثر Stonefree Experience

آهنگ Ain't No Make Believe آهنگ تم ورود جان موریسون است که در زمان همکاری آن‌ها از این استفاده می شده‌است.

### افتخارات
- قهرمانی تگ تیم WWE برای ۱ بار
- قهرمانی تگ تیم جهان برای ۱ بار

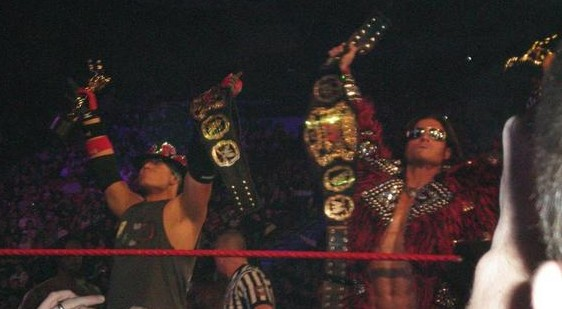
جان موریسون و میز به عنوان قهرمانان تگ تیم

- جایزه Slammy Award با عنوان بهترین تگ تیم سال ۲۰۰۸
- نامیده شدن به عنوان بهترین تگ تیم سال ۲۰۰۸ از طرف مجله Wrestling Observer Newsletter Awards